# Coshocton County
Coshocton County är ett administrativt område i delstaten Ohio, USA. År 2010 hade countyt 36 901 invånare. Den administrativa huvudorten (county seat) är Coshocton.

## Geografi
Enligt United States Census Bureau har countyt en total area på 1 470 km². 1 461 km² av den arean är land och 9 km² är vatten.  

### Angränsande countyn
- Holmes County - nord
- Tuscarawas County - öst
- Guernsey County - sydost
- Muskingum County - syd
- Licking County - sydväst
- Knox County - väst